# هايدن هوليس
هايدن هوليس (بالإنجليزية: Haydn Hollis)‏ (14 أكتوبر 1992 في المملكة المتحدة - ) هو لاعب كرة قدم بريطاني في مركز الدفاع. لعب مع نوتس كاونتي ونادي بارو وهنكلي يونايتد ‏ ودارلينجتون إف سى.

## وصلات خارجية
- هايدن هوليس على موقع قاعدة بيانات كرة القدم.إي يو (الإنجليزية)
- هايدن هوليس على موقع Soccerbase.com (لاعب) (الإنجليزية)